# Ніви (Свентокшиське воєводство)
Ніви (пол. Niwy) — село в Польщі, у гміні Далешиці Келецького повіту Свентокшиського воєводства.
Населення — 986 осіб (2011).
У 1975-1998 роках село належало до Келецького воєводства.

## Демографія
Демографічна структура на день 31 березня 2011 року:
|          | Загалом | Допрацездатний вік | Працездатний вік | Постпрацездатний вік |
| -------- | ------- | ------------------ | ---------------- | -------------------- |
| Чоловіки | 493     | 131                | 342              | 20                   |
| Жінки    | 493     | 120                | 298              | 75                   |
| Разом    | 986     | 251                | 640              | 95                   |